# 쿠릴타이
쿠릴타이(몽골어: ᠻᠦᠷᠦᠯᠳᠠᠶ Quriltai)는 중세에서 근세까지 개최되었던 몽골의 정책결정 최고기관이다.

## 개요
한자표기는 忽里勒台, 또는 『원조비사』(元朝祕史)에는 忽鄰塔로 되어 있고, 라시드 앗 딘의 『집사』(集史)를 비롯한 페르시아어 자료에는 قوريلتاى (Qūrīltāī) 등으로 표기되어 있다. 『원조비사』 등 중세 몽골어에는 qurilta로 발음했으나, 이는 「(가족 및 혈연관계자) 모임」을 의미하는 몽골어간 quri-에 동사에서 실사를 형성하는 접미사 –lta〜lte가 붙어 형성된 것으로, 동사 quri-의 명사형으로써 「모이기」라는 의미가 된다. 다만 이 qurilta는 단순한 「모이기」가 아니라 「혈족 연척 모이기」이다.
몽골제국의 칸은 쿠릴타이를 통해서 선출됐다. 이 외에 킵차크 칸국 등에서도 쿠릴타이와 유사한 정치 회의를 통해 칸이 선출됐다.
쿠릴타이 기간 동안 몽골의 왕족과 족장은 다음 칸을 선출하기 위해 소집됐다. 쿠릴타이는 새로운 칸 선출 뿐만 아니라 법 제정, 군사적 행동에 대한 논의 등 중요한 사안에 대해서 논의하는 정치 회의였다.
쿠릴타이는 칸의 명으로 널리 소집되는 왕공(王公) 및 유력 부족의 수장, 중신으로 구성된 유목 국가의 최고 정치 회의였다. 그 역할은 크게, 우선 황제(칸) 후보자 선정이나 즉위, 세계 각국으로의 원정 계획 수립, 그리고 법령 제정이었다. 주로 봄이나 여름에 많이 개최되고, 큰 강의 수원지 등 목초지와 물이 있는 토지가 개최 장소였다. 또한 한 명의 칸(황제) 아래서 두세 번 정도 개최되었고, 황제의 오르도 근처에서 행해졌으며 국정에 대한 토의를 거치고 난 뒤에는 이를 경축하는 토이라는 연회 등이 늘 뒤따랐다.
몽골 황제나 황족들이 울르스(국가)의 방침을 결정하고자 주최하는 쿠릴타이는 특히 예케 쿠릴타이(Yeke Qurilta, 페르시아어로는 Qūrīltāī-yi Buzurg로 번역하면 대大쿠릴타이)라 불렸다. 그 밖의 집회를 제르게(jerge)라 불렀는데 이는 아프가니스탄에서 국회에 상당하는 로야 지르가의 「지르가」라는 말의 유래가 된 것으로 알려져 있다.

## 유명한 쿠릴타이
- 1206년 초봄, 테무진이 몽골 고원의 통일을 완수하고 칭기즈 칸의 존호를 얻은, 오논강 수원에서의 쿠릴타이
- 1227년 8월, 우구데이가 칭기즈 칸의 뒤를 이어 즉위한, 케룰렌강과 센구르 강의 두물머리 지점인 코데 아라르에서의 쿠릴타이
- 1246년 8월 26일, 섭정감국(摂政監国)을 맡은 황후 퇴레게네의[1] 초청으로 개최되고 구유크가 즉위하게 되는, 코코 나우르의 쿠릴타이
- 1249년, 대칸 구유크의 죽음으로 그 직후에 바투에 의해 툴루이와 주치의 두 집안을 중심으로 개최된, 이리 강 상류의 준가르 아라타우 산맥 방면에 있던 아라 카마크에서의 쿠릴타이
- 1251년 7월 1일, 바투의 주도로 몽케가 즉위하게 된, 코테 아라르의 쿠릴타이
- 1260년 4월, 쿠빌라이가 금련천(金蓮川)의 개평부(開平府)에서 자신의 지지 세력만으로 개최하고 즉위

## 같이 보기
- 화백
- 토이
- 제가회의